# Gare d'Azib Ben Ali
La gare d'Azib Ben Ali est une gare ferroviaire algérienne située sur le territoire de la commune d'Akbou, dans la wilaya de Béjaïa.

## Situation ferroviaire
La gare d'Azib Ben Ali est située au nord-est de la commune d'Akbou, sur la ligne de Beni Mansour à Béjaïa, où elle est précédée de la gare d'Akbou et suivie de celle d'Ighzer Amokrane.

## Service des voyageurs

### Desserte
La gare d'Azib Ben Ali est desservie par les trains régionaux de la liaison Beni Mansour - Béjaïa.